# A escondidas
A escondidas è un film del 2014 diretto da Mikel Rueda.
Il film è stato proiettato in anteprima mondiale al Festival del cinema spagnolo di Malaga nel marzo 2014.

## Trama[2]
Rafa, quattordicenne spagnolo, si alza al mattino e, anziché andare a scuola, si reca dall'amico Guille per giocare ai videogiochi. Più tardi i due vanno a scuola e nel cortile trovano i loro amici, i quali vogliono che Rafa si frequenti e faccia sesso con una ragazza di nome Marta che è innamorata di lui. Il ragazzo però non sembra essere particolarmente interessato alla cosa.
Il giorno seguente Rafa si vede con gli amici e, dopo un pomeriggio di divertimenti al parco, la sera va con loro in discoteca. Qui il ragazzo è costretto dagli amici a baciare Marta. Tra gli altri frequentatori della discoteca vi è anche Ibrahim "Ibra", quattordicenne marocchino, insieme all'amico Said. Rafa, per nulla intenzionato a fare sesso con Marta, si reca nei bagni della discoteca per sciacquarsi il viso e poi va a orinare nell'orinatoio dove anche Ibrahim sta pisciando. I due ragazzi si scambiano solamente alcuni sguardi fugaci, ma quell'incontro ha un effetto profondo in entrambi. Subito dopo in discoteca scoppia poi una rissa tra gli amici di Rafa e quelli di Ibrahim. Rafa profondamente deluso del comportamento degli amici si arrabbia con loro e se ne torna a casa.
Ibra e gli altri ragazzi rientrano nel Centro per minori che li ospita e nel cuore della notte una squadra di poliziotti giunge per portare via Said. Ibra si ribella alla cosa e viene portato anch'esso in centrale e scarcerato solamente la mattina dopo.
Il giorno seguente in piscina ha luogo una partita di pallanuoto che vede come avversari proprio Rafa ed Ibra. Durante l'incontro Javi, un amico di Rafa, colpisce all'occhio Ibra, il quale risponde colpendolo con un pugno al naso e viene per questo espulso. Alla fine Rafa riesce a portare la sua squadra alla vittoria. Mentre torna a casa accompagnato in auto dal padre, Rafa vede Ibra, fa fermare l'auto e gli corre incontro per scusarsi di quanto successo durante la partita. Rafa poi segue Ibra che si reca in un luogo isolato dove i due ragazzi si mettono a chiacchierare e stringono amicizia.
All'uscita di scuola, Marta vuole invitare Rafa a mangiare con lei al McDonald's, ma il ragazzo rifiuta l'invito e va invece al centro per minori in cerca di Ibra. Quando Ibra arriva i due si mettono a chiacchierare, poi Ibra presenta Rafa agli altri. La mattina seguente, mentre sta andando a scuola, Rafa viene raggiunto da Guille, il quale gli comunica che Marta continua a chiedere di lui. Rafa allora dice all'amico di non essere innamorato della ragazza ed è quasi sul punto di rivelargli di non provare attrazione per le ragazze.
Successivamente Ibra apprende che potrebbe avere delle noie per ottenere i documenti e Rafa, per farlo rallegrare, lo porta al bowling. Dopo essersi divertiti un po', i due vanno in spiaggia a vedere il sole tramontare. Ibra regala a Rafa la sua collana portafortuna. Rafa invita poi Ibra a recarsi con lui in piscina il giorno seguente ed Ibra accetta. Rientrato nel centro per minori, Ibra apprende che sarà espulso dalla Spagna entro due giorni e decide di fuggire.
Il giorno seguente, mentre aspetta l'amico, Rafa viene preso in giro da Javi e dagli altri suoi amici, i quali sostengono che lui abbia una relazione con un marocchino. Rafa nega però tutto affermando di non avere nulla a che spartire con i marocchini. Ibra, che stava ascoltando il dialogo senza essere visto, si rattrista molto delle affermazioni dell'amico. Più tardi Rafa va al centro in cerca di Ibra e scopre che il ragazzo è scappato. Rafa, distrutto dal dolore, lo cerca ovunque.
Nel frattempo Ibrahim si ritrova a vagare disorientato e senza meta per strada. A causa di un improvviso temporale, Ibrahim è costretto a rifugiarsi all'interno di un negozio dove viene sorpreso a rubare dei biscotti. Prima che la proprietaria possa chiamare la polizia per farlo arrestare interviene Youssef, giovane anch'esso marocchino che si offre di pagare per Ibrahim. Youssef poi conduce Ibrahim presso casa sua dove vive col fratellino malato e con altri ragazzi stranieri. Ben presto Ibrahim scopre che Youssef gestisce con gli altri ragazzi uno spaccio di droga e anche lui si mette a spacciare con gli altri.
Rafa è sempre più triste per la scomparsa di Ibra e nemmeno gli amici riescono a tirarlo su di morale. Su ordine di Javi, Rafa e Guille vanno a comprare dell'erba e si ritrovano ad acquistarla proprio da Ibra, il quale afferma di non conoscere Rafa e di averlo solamente visto in giro. Improvvisamente scoppia una rissa tra l'amico di Ibra e Rafa e una pattuglia di poliziotti, notata la rissa, decide di intervenire. Ibra fugge inseguito da Rafa, il quale riesce a riappacificarsi con Ibra e si offre di nasconderlo nel localino dove lui e gli amici si incontrano per giocare ai videogiochi. I due ragazzi si mettono a scherzare e finiscono quasi per baciarsi ma sono interrotti dagli amici di Rafa. Ibra e Rafa vanno poi al luna park dove sono visti da Youssef che si mette ad inseguirli perché vuole i soldi della droga. Durante la fuga Ibra cade e si ferisce alla gamba e Rafa lo porta a casa sua per medicarlo. I due ragazzi si scambiano poi un bacio. Ibra è poi preoccupato per quanto riguarda l'estradizione e Rafa lo convince a recarsi da Alicia, la preside della scuola che frequentano i ragazzi stranieri. Qui Rafa ascolta per caso una conversazione tra la donna ed una sua collaboratrice e apprende che sono costrette ad avvertire la polizia. Il ragazzo avvisa l'amico e fa poi credere alle due donne che Ibra sia nuovamente scappato chissà dove.
I due ragazzi non sanno come fare per risolvere la difficile situazione in cui versa Ibra. Guille manda poi un messaggio a Rafa dopodiché i due amici si incontrano e si riappacificano. Ibra e Rafa si nascondono poi su un vagone ferroviario abbandonato e lì si addormentano. Nel cuore della notte, mentre stanno per andarsene incontrano Youssef che informa Ibra che la polizia ha scoperto i suoi traffici e che conviene anche a lui scappare o sarà espulso dal paese. Con l'aiuto dei due ragazzi, Youssef riesce a fuggire con il fratellino malato. Ibra non fugge con lui e si ferma ad abbracciarsi con Rafa, che è caduto ferendosi ad un braccio. I due vengono però scoperti dalla polizia. Tempo dopo troviamo Ibra intento a nascondersi sotto un camion che parte diretto non si sa dove. A scuola Rafa è molto triste, stringe metà della sua collana (l'altra metà l'ha portata con sé Ibra) e pensa al suo amato.

## Accoglienza

### Festivals e distribuzione
A escondidas è stato ufficialmente selezionato e proiettato in anteprima mondiale al Festival del cinema spagnolo di Malaga il 22 marzo 2014, prima della sua limitata distribuzione nei cinema del 10 ottobre 2014.
In Francia il film è stato proiettato in anteprima al Festival del cinema spagnolo di Nantes il 18 marzo 2015 dove ha ricevuto il premio Opera Prima. Nei cinema francesi è poi stato distribuito il 31 agosto 2016.
In Italia il film non è mai uscito nei cinema ma venne presentato al Torino Gay & Lesbian Film Festival nel 2015 dove ha vinto il Queer Award.

## Riconoscimenti
- 2015 - Torino Gay & Lesbian Film Festival
  - Queer Award
- 2015 - Festival del cinema spagnolo di Nantes
  - Prix Opera Prima
- 2015 - Feroz Awards
  - Nomination Miglior poster a Priscila Clementti
- 2015 - Nuremberg International Human Rights Film Festival
  - Nomination Nuremberg International Human Rights Film Award a Mikel Rueda
- 2015 - Queer Lisboa - Festival Internacional de Cinema Queer
  - Nomination Miglior film a Mikel Rueda
- 2015 - Spanish Actors Union
  - Nomination Miglior performance femminile in un ruolo secondario a Ana Wagener